# Bari dialektus
A bari dialektus (olaszul barese) az olaszországi Puglia régió Bari tartományában közel kétmillió ember által használt újlatin (délolasz) nyelvjárás, közelebbről az italodalmát nyelvekhez  tartozik, szoros rokonságban a nápolyi nyelvváltozatokkal áll. A pugliai dialektusok – a regionális nyelvként elismert nápolyi nyelvvel szemben – az olasz nyelv déli változatainak számítanak.

## Jellemzők
A bari dialektus egyik legfőbb sajátossága a sztenderd olasszal szemben, hogy – a tarantói dialektushoz hasonlóan – a szóvégi magánhangzók egy, gyakorlatilag csaknem teljesen néma e hanggá alakultak. Ez az e a művelt helyesírásban megjelenik, azonban szerepe csak annyi, hogy jelezze, valaha magánhangzó állt a szó végén.